# Mallinathapura, Arkalgud
Mallinathapura là một làng thuộc tehsil Arkalgud, huyện Hassan, bang Karnataka, Ấn Độ.